# Calydna caieta
Espèce
Calydna caieta est un insecte lépidoptère appartenant à la famille  des Riodinidae et au genre Calydna.

## Taxonomie
Calydna caieta a été décrit par William Chapman Hewitson en 1854 au Brésil.
Calydna caieta similis Brévignon, 1998, est présent en Guyane.

## Description
Calydna caieta est un papillon noir tacheté de blanc, les taches étant plus ou moins en lignes.

## Écologie et distribution
Calydna caieta est présent en Guyane et au Brésil.

### Biotope
Il réside dans la forêt tropicale.

### Protection
Pas de statut de protection particulier.